# Мост Изабеллы II
Мост Изабеллы II — мост через реку Гвадалквивир в городе Севилье.

## История
В конце апреля 1844 года Консультативный совет по дорогам и каналам одобрил проект строительства первого постоянного моста, представленный французскими инженерами, с учётом четырёх дополнительных технических предписаний. Четвертым из этих предписаний было то, что камень острова Сан-Фернандо, предназначенный для строительства, должен быть заменен камнем из другого карьера по эстетическим соображениям. Строительство моста началось 30 июня 1845 года и с предполагаемой стоимостью в 70 тысяч реалов.
Строительство моста завершилось в 1852 году. С 17 по 29 января 1852 года были проведены испытания. Открытие состоялось 23 февраля 1852 года во время шествия, которое началось в приходе Триана — Санта-Ана. В процессии приняли участие архиепископ, гражданский губернатор Франсиско Ирибаррен, мацерос, муниципальный оркестр и военный парад под председательством генерал-капитана Севильи. Архиепископ благословил мост в его середине именем Изабель II. В тот же день прошли муниципальные празднества, соревнования по плаванию и концерты музыкальных коллективов. Публичное открытие состоялось 30 июня 1852 года. 9 мая 1852 года капитан порта издал правила плавания под мостом.
В 1950-х годах Управление общественных работ заказало инженеру Карлосу Фернандесу Касадо, ответственному за управление мостов и сооружений, отчёт о состоянии моста. 18 октября 1958 года было решено закрыть мост для движения тяжелых транспортных средств. Тогда министр Вигон полагал, что мост необходимо заменить другим. В 1964 году министерство настаивало на этом вопросе, и был составлен проект бетонного моста с тремя пролетами через реку, но он не был построен.